# Красный Яр (Челябинская область)
Красный Яр — посёлок в Карталинском районе Челябинской области России. Входит в состав Варшавского сельского поселения.

## География
Расстояние до районного центра города Карталы 13 км. Рядом с поселком протекает река Сухая.

## История
Поселок основан в начале XX века в даче Великопетровского станичного юрта переселенцами из Малороссии, из с. Красный Яр, отсюда название. Первоначально земли принадлежали есаулу Бородину, жителю села Анненского.
В 1930 году организован колхоз «Волна революции».

## Население
| 2002 | 2010 |
| ---- | ---- |
| 357  | ↘301 |

## Улицы
- Северная,
- Южная,
- Южный переулок.

## Инфраструктура
- Фельдшерско-акушерский пункт,
- клуб,
- библиотека,
- 3-е отделение ООО «Варшавское».